# Ladislav Smetana
Ladislav Smetana (* 5. Februar 1977) ist ein ehemaliger deutsch-tschechischer Eishockeyspieler und derzeitiger -schiedsrichter. Als Verteidiger war er unter anderem für den Iserlohner EC in der zweithöchsten deutschen Spielklasse aktiv.

## Karriere
Ladislav Smetana spielte im Nachwuchs des ECD Sauerland und dessen Nachfolgeverein Iserlohner EC (IEC). In der Saison 1994/95 wurde er erstmals auch im Herrenbereich eingesetzt und absolvierte seine 15 Partien in der damals drittklassigen 2. Liga, aus der Iserlohn am Ende der Saison aufstieg. In der Spielzeit 1996/97 spielte der Verteidiger für den IEC auch in der direkt unterhalb der Deutschen Eishockey Liga (DEL) angesiedelten 1. Liga. Ab 1999 war der Deutsch-Tscheche vier Jahre lang für den EHC Dortmund in der Regionalliga aktiv, ehe er seine Spielerkarriere beendete.
Anschließend zog Smetana nach Wien. Er wurde einer der ersten Profi-Schiedsrichter in der Österreichischen Eishockey-Liga. In den Spielzeiten 2018/19 und 2019/20 leitete er auch Spiele in der Deutschen Eishockey Liga (DEL). Zudem kam er bei Länderspielen zum Einsatz.

## Erfolge und Auszeichnungen
- 1995 Aufstieg in die 1. Liga mit dem Iserlohner EC

## Karrierestatistik
(Legende zur Spielerstatistik: Sp oder GP = absolvierte Spiele; T oder G = erzielte Tore; V oder A = erzielte Assists; Pkt oder Pts = erzielte Scorerpunkte; SM oder PIM = erhaltene Strafminuten; +/− = Plus/Minus-Bilanz; PP = erzielte Überzahltore; SH = erzielte Unterzahltore; GW = erzielte Siegtore; 1 Play-downs/Relegation; Kursiv: Statistik nicht vollständig)